# Carlo Giovanni Battista Grillo

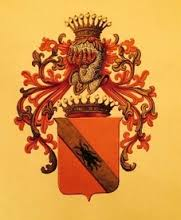
Stemma della famiglia Grillo

Carlo Giovanni Battista Grillo (Serravalle Scrivia, 13 novembre 1780 – Stazzano, 24 febbraio 1852) è stato un avvocato, magistrato e politico italiano, Presidente del Senato di Savoia.

## Biografia
Appartenente a nobile famiglia genovese attestata in Serravalle Scrivia alla metà del Cinquecento, Carlo Giovanni Battista Grillo è figlio di Stefano Emanuele e di Maria Ricci Spinola, nobile di Tortona.
Secondo la tradizione, la famiglia partecipava attivamente alla vita politica e sociale di Serravalle. Dei suoi fratelli, Lorenzo fu sindaco durante la dominazione napoleonica, Carlo Giuseppe fu giureconsulto, Luca fu prelato e Ferdinando, lasciata l'Italia per l'America, conferì mandato al fratello Lorenzo affinché gestisse il suo ingente patrimonio immobiliare a beneficio della comunità.
La carriera pubblica di Carlo Grillo ebbe inizio il 26 maggio 1815, quando una lettera d'avviso del ministro Pio Vidua gli notificò che Vittorio Emanuele I lo aveva nominato reggente il Consiglio di Giustizia della città di Chiavari. Dopo otto anni di intensa attività, ricoperto anche l'ufficio di Prefetto del Tribunale di Prefettura e presieduta la locale Società Economica, nel 1824 assurse al rango di senatore nel Senato di Genova, prestando giuramento nelle mani del presidente conte Luigi Carbonara.
Con regie lettere patenti datate in Torino il 30 ottobre del 1829, Grillo lasciò Genova per il Senato di Nizza, quale avvocato fiscale generale.
Il 15 settembre 1831 diventò consigliere di Stato Ordinario applicato alla sezione Giustizia, Grazia ed Affari Ecclesiastici.
In questi stessi anni ebbe inizio il suo cursus honorum nell'Ordine dei Santi Maurizio e Lazzaro. Dal 27 gennaio 1832 al 29 settembre 1848, regnando Carlo Alberto, fu dapprima cavaliere, poi consigliere, commendatore, professo ed infine cavaliere di Gran Croce decorato del Gran Cordone. 
Con regie lettere patenti l'11 marzo 1843 gli fu conferito il titolo di conte per l'antica civiltà del Casato.
L'anno seguente, il 20 giugno, venne definitivamente posto al vertice della magistratura sabauda quale primo presidente del Senato di Savoia.
Nonostante i continui trasferimenti, Grillo mantenne la propria residenza in Serravalle fino alla metà del XIX secolo. Il 30 settembre 1839 cedette il palazzo di famiglia al Comune, che l'aveva individuato come sede ideale per i propri uffici (compresi la giudicatura, l'archivio notarile, la scuola e la caserma dei Carabinieri), e si trasferì nel palazzo antistante la casa comunale, di proprietà della famiglia dal 1570..
Grillo morì il 24 febbraio 1852 a Stazzano, ma fu sepolto in Serravalle. Con testamento segreto dell'11 dicembre 1851 dispose dell'intero asse ereditario a favore dei nipoti ex fratre, figli del fratello Carlo Giuseppe. Tra questi, Stefano fu per anni preside della facoltà di Matematica di Genova, Cesare avvocato dei Poveri in Genova e Francesco magistrato presso il Senato di Casale Monferrato, dove trasferì definitivamente la famiglia.